# طالب (مجموعه تلویزیونی)
طالب نام یک مجموعهٔ تلویزیونی به کارگردانی عبدالرضا اکبری است که در سال ۱۳۶۳  تهیه و از شبکه ۱ پخش گردید.
این مجموعه در ۵ قسمت ویدئویی و ۳ قسمت سینمایی ساخته شد.

## خلاصه داستان
این مجموعه تلویزیونی درباره پسربچه‌ای ۱۲ ساله به نام «طالب» است که دوست دارد درس بخواند، اما پدرش اجازه تحصیل به او نمی‌دهد، چراکه معتقد است اینکار نوعی اتلافِ وقت است و ارزش واقعی را در «پول در آوردن» و «ثروت» می‌داند. طالب مجبور می‌شود در مقابل پدر بایستد و با تلاش زیاد، سعی می‌کند درس بخواند. درگیری او و پدر زمانی به اوج می‌رسد که نهضت سوادآموزی، اقدام به برپایی کلاس‌هایی در محلهٔ آنان می‌کند. سرانجام، پدر و پسر هردو باهم، در کلاس حاضر می‌شوند.

## بازیگران و عوامل تولید

### بازیگران
- پرویز پرستویی
- محمد ابهری
- مهری ودادیان
- فریبا متخصص
- سامی تحصنی
- رسول نجفیان
- اکبر دودکار
- مرتضی ضرابی
- عطاءالله زاهد
- ملیحه نیکجومند
- فرشید فرشود
- مریم کردبچه
- معصومه متین
- عباس ناظری نیک
- حمید صفایی
- حجت‌الله آفتاب آذری
- محسن شایان‌فر
- علیرضا اکبری
- پندار اکبری (بازیگر خردسال)

### عوامل تولید
- نویسنده و کارگردان هنری: عبدالرضا اکبری
- کارگردان تلویزیونی: حسن عابدی
- تصویربرداران: زین‌الدین علامه، علی شوقیان، حسین عبدالحسین‌زاده
- تدوین: حسن عابدی، عبدالرضا اکبری
- موسیقی: انتخابی
- تهیه‌کننده: وحید دستگردی
- فرمت تصویر: ویدئویی
- تعداد قسمت‌ها: ۵ قسمت (۱۷۵ دقیقه)
- محصول: گروه اجتماعی شبکه ۱
- سال تولید و پخش: ۱۳۶۳